# 阿羅哈體育場
阿羅哈體育場（英語：Aloha Stadium）是一座位於夏威夷哈拉瓦的體育場，位於外檀香山。體育場目前是夏威夷大學夏威夷勇士足球隊的主場。它也舉辦NCAA的夏威夷盃，自1980年（2010年除外）NFL職業盃都於此舉辦。

## 外部連結
- 阿羅哈體育場官網 （页面存档备份，存于）